# 第三核能發電廠
第三核能發電廠（簡稱核三廠）是位於臺灣屏東縣恆春鎮的一座核能發電廠，由台灣電力公司經營，因鄰近馬鞍山而別名馬鞍山發電廠，為唯一座落於南台灣的核能發電廠。民航局劃定本廠周邊2海浬為限航區R45（核能第三廠），晝夜連續限航。
核三廠建廠於1978年，乃中華民國政府推動的十二大建設之一。反應爐型式為輕水壓水式反應爐，是台灣唯一使用此型式反應爐的發電廠。由於整個廠區毗鄰南灣，也成為墾丁國家公園內的顯著地標之一。1984年7月27日第一機組開始運轉，至2025年5月17日二號機除役。
未來預計以25年完成乾式貯存設施的興建、除汙、監測及拆廠等除役作業。廠區將轉型為光電電站。
2025年4月，民眾黨立法院黨團提出核三重啟公投。5月，民眾黨與中國國民黨通過提案，中選會審議後確定成案，將於同年8月23日投、開票。

## 設備

### 反應爐
| 反應爐 | 反應堆型式        | 輸出功率 | 開始商轉日期 | 反應爐廠商 | 圍阻體型式       | 商轉執照期限 | 備註 |
| ------ | ----------------- | -------- | ------------ | ---------- | ---------------- | ------------ | ---- |
| 一號機 | 壓水式反應爐3迴路 | 951 MW   | 1984/07/27   | 西屋公司   | 鋼襯預力混凝土型 | 2024/07/27   | 除役 |
| 二號機 | 壓水式反應爐3迴路 | 951 MW   | 1985/05/18   | 西屋公司   | 鋼襯預力混凝土型 | 2025/05/17   | 除役 |

- 型式：輕水型壓水式反應爐
- 機組：兩部機組
- 裝置容量：每部機組951百萬瓦（951000瓩）
- 建廠費用：新台幣947億元
- 反應爐：美國西屋公司（Westinghouse）製／3迴路壓水式
- 汽輪發電機：美國奇異公司製／三缸再熱四流式汽輪機、氫氣內冷型發電機
- 低壓汽輪機轉子：瑞士ABB公司製

核三廠兩部機組，於2008-2009年間，於飼水流量測量準確度提升後，進行小幅度功率提升，爐心額定熱功率由2775百萬瓦熱功率提升至2822百萬瓦熱功率，發電量隨著提升至980百萬瓦電功率。核三廠一號機及二號機，分別於2009年7月7日及2008年12月2日提升熱功率至2822兆瓦熱功率。截至2019年4月底，一號機累計發電量超過2345.7億度，二號機累計發電量超過2375.8億度。

### 風電與光電發電系統
核三廠區內亦裝設有氣渦輪機組、風力發電機組及太陽能光電發電系統。氣渦輪機組2部，裝置容量51百萬瓦。風力發電共3部機，裝置容量1.5百萬瓦，商轉日期為2005年1月13日。太陽光電發電系統：水池區裝置容量1209千瓦，2011年5月併聯；車棚區裝置容量248.6千瓦，2011年9月併聯；南展館區裝置容量50千瓦，2006年9月併聯。

## 特殊安全設施
核核能事故發生時，特殊安全設施（Engineered Safety Feature, ESF）能維持電廠結構完整，防止爐心熔燬或輻射外洩，並保障公眾的健康與安全。
1. 圍阻體（Containment）：反應爐一次側的重要設備均設置於圍阻體內。事故發生時，能將輻射物質包封於建築結構內，防止外釋。
2. 圍阻體除熱系統（Containment Heat Removal System）：本系統由4個子系統組成: 圍阻體噴灑系統（Containment Spray, CS）、餘熱移除系統(Residual Heat Removal, RHR)、圍阻體被動熱沈、風扇冷卻器（Containment Fan Cooler）。當發生爐水流失事故（Loss of Coolant Accident , LOCA）或主蒸汽管破裂事故（Main Steam Line Break, MSLB）時，圍阻體內部將會充滿高溫高壓的水蒸汽。藉由降低圍阻體之溫度與壓力，以降低輻射外洩的機會。CS系統亦可噴灑氫氧化鈉溶液，將圍阻體空氣環境中的放射性氣體吸收至溶液中。
3. 圍阻體空氣淨化系統（Containment Air Purification and Clean up System）：本系統過濾淨化圍阻體空氣中的輻射物質，經輻射偵測後排放大氣。
4. 圍阻體隔離系統（Containment Isolation System）：圍阻體有許多穿越管路，與輔助廠房及汽機廠房間之連通。事故發生時，本系統將自動隔離圍阻體穿越管路，以防輻射物質外洩。
5. 圍阻體可燃氣體控制系統（Containment Combustible Gas Control System）：本系統由氫氣再結合器（Hydrogen Recombiner）及後備之氫氣排除系統（Hydrogen Purge System）組成。事故時，維持圍阻體內之氫氣體積濃度不超過4％，防止氫氣爆炸。
6. 緊急爐心冷卻系統（Emergency Core Cooling System, ECCS）：本系統又稱安全注水系統（Safety Injection System, SIS），包含高壓注水系統、蓄壓槽、低壓注水系統，能在事故發生後提供大量的含硼冷卻水，以冷卻爐心並增加停機餘裕。
7. 適居系統（Habitability System）：控制室適居系統包括飛射物防護、輻射屏蔽、輻射偵檢、煙霧偵測、控制室過濾、空調、燈光及一般消防設施等，在正常及緊急情況下，能使值班人員長期留駐於控制室內。
8. 輔助飼水系統（Auxiliary Feedwater System）：本系統於事故或起動、停機時，提供飼水至蒸汽產生器，移除一次系統的熱量。

## 異常事件
以下列出核三廠發生之異常事件：
- 1985年7月7日下午五時二十三分時，曾因為發電機組的油封系統故障，導致氫氣外洩因而機房起火燃燒發電機毀損。[8]一說機組共振導致扇葉脫落、打穿牆壁[9]。完工未滿一年之核三一號發電機組損毀嚴重，於1986年9月11日修復，歷時約13個月。

- 1988年3月10日，核三廠遺失二枚固態射源，發現遺失的2天後即尋回，未造成危害。[10]

- 1993年4月29日，1號機組年度大修時，過濾系統故障，導致微量輻射污水外流到廠外海域，經測量皆低於法規現值，無安全疑慮。[8]

- 2001年3月18日，1號機組喪失電力，反應爐的冷卻系統因而失效，備用的2部柴油發電機也同時故障，直到找到另1台柴油發電機才恢復供電，總斷電時間為2小時8分鐘，被列為3A嚴重事件，為臺灣史上最嚴重的核子事件，又稱為「全黑事件」。[8][11][12]

- 2012年6月9日，在進行高壓汽機閥門測試時，出現震動，反應爐安全停機。[8]

- 2013年9月，核三廠2號機安全系統備用電源161kV外電系統出現故障，導致功能停擺84天，屬「第一級異常警示事件」。[13]

- 2025年3月6日上午11時，空壓機廠房南側冷卻水塔發生火警，隨即於10分鐘左右撲滅火，無安全疑慮。[14]

## 地質環境
距離恆春斷層約1.1公里。

## 睦鄰活動
- 地方回饋（2017年回饋金2.1億元）
- 恆春搶孤節活動贊助
- 半島繪畫競賽
- 墾丁淨灘活動
- 獎助學金
- 家扶關懷
- 接待參訪學校
- 認養地方球隊

## 相片集

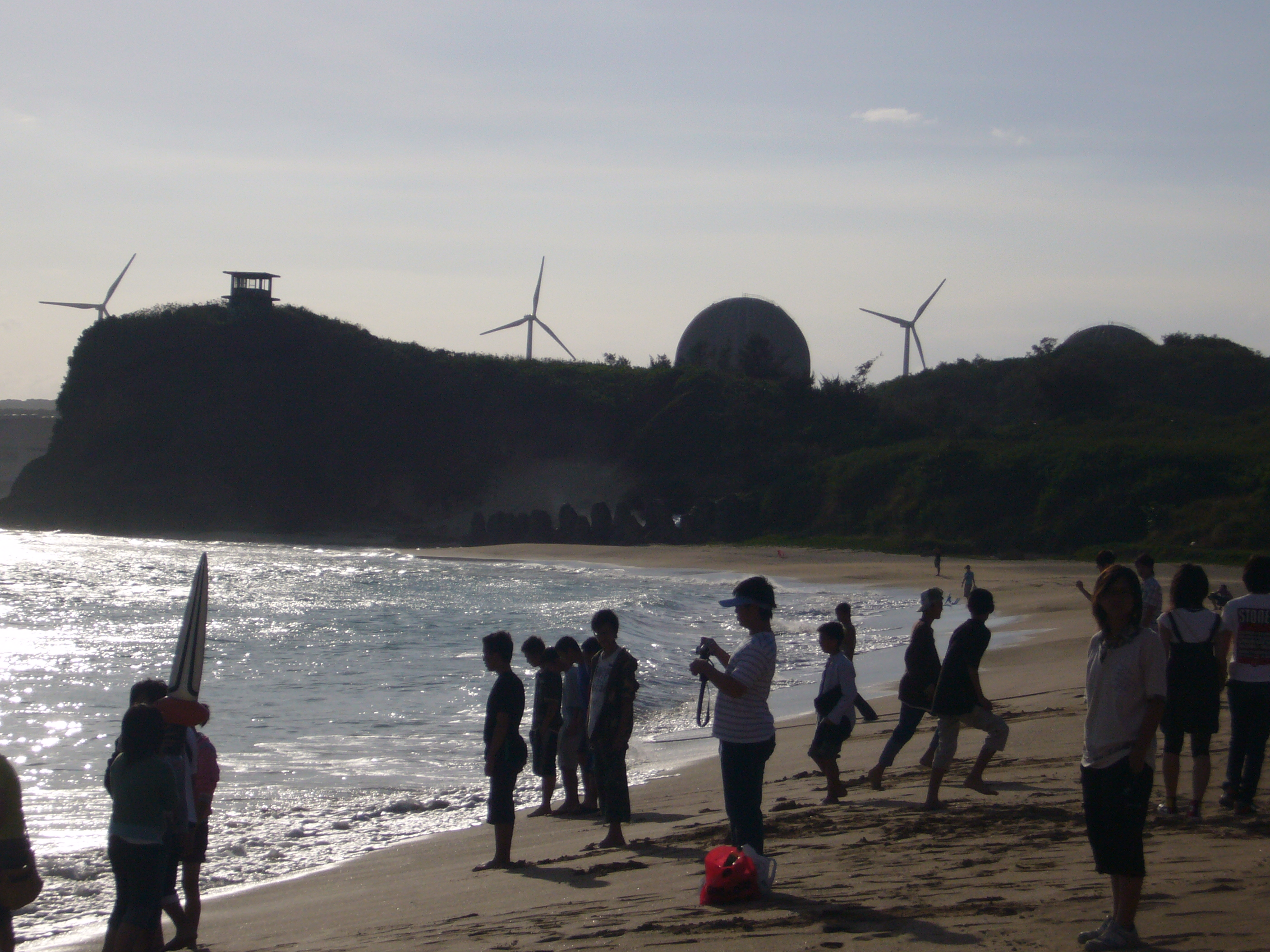
在南灣可見戲水的遊客、第三核能發電廠及風力發電機組
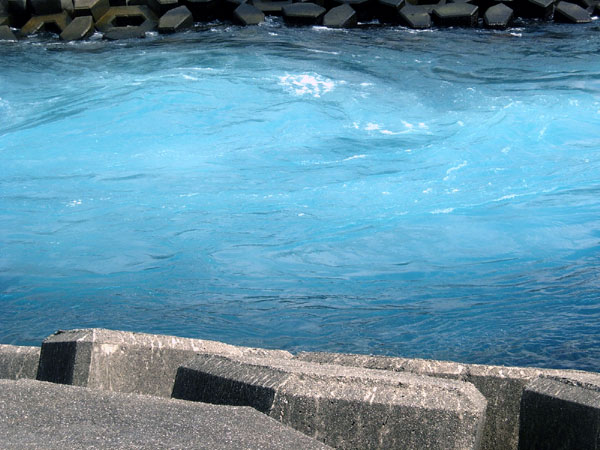
核三廠排水口的顏色
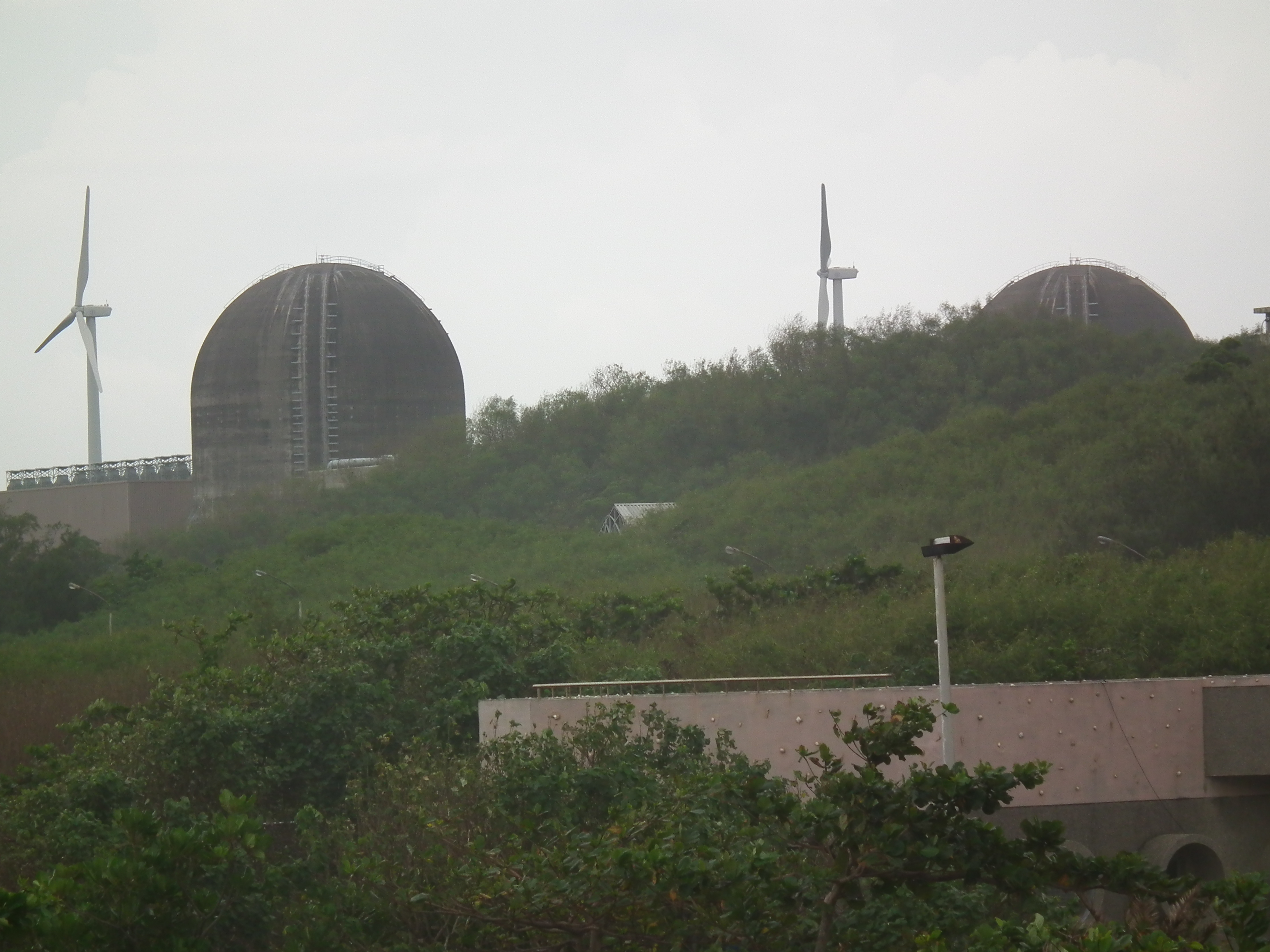
核三廠反應爐
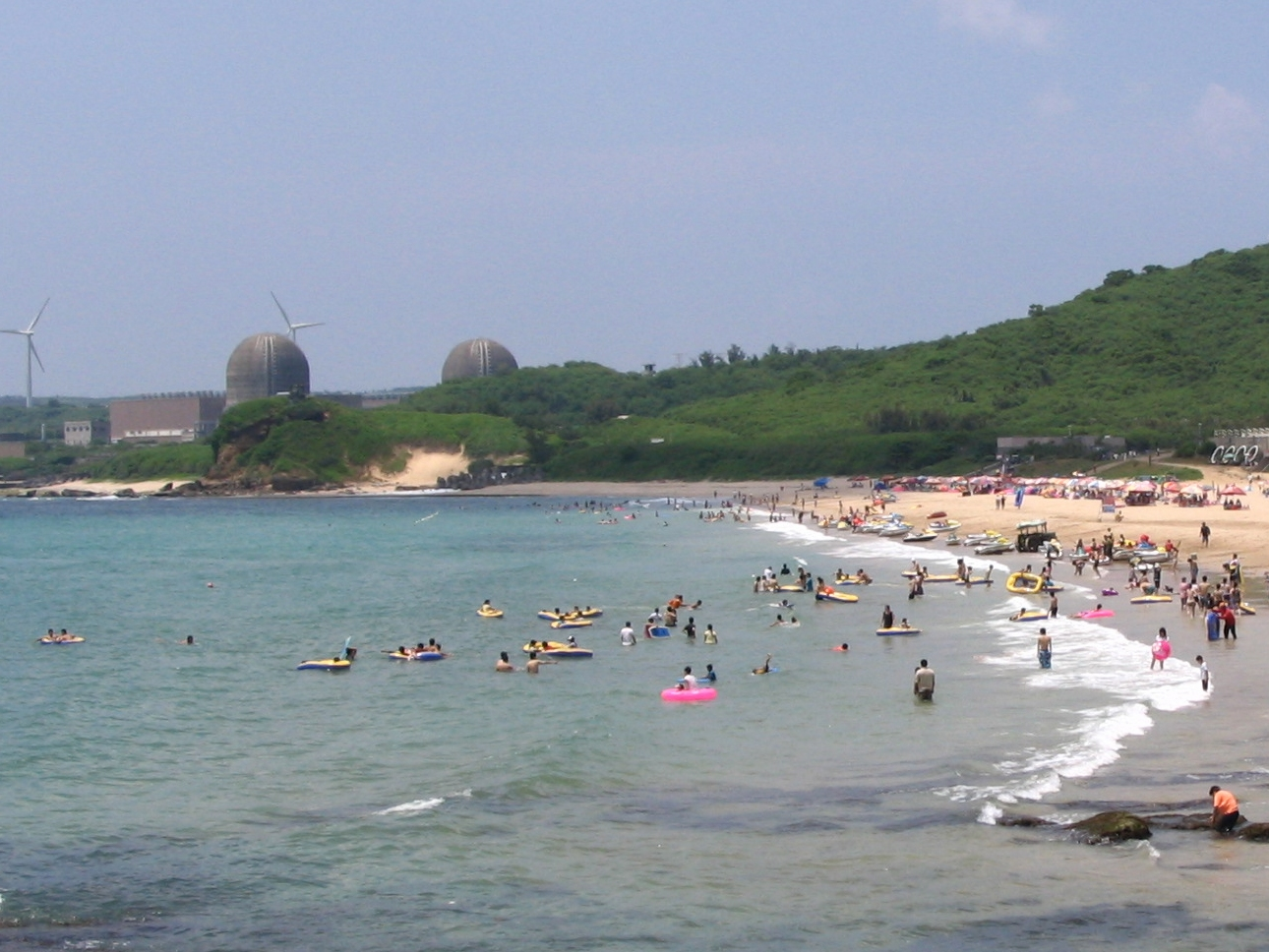
墾丁南灣與遠方的核三廠

## 外部連結
- 台電第三核能發電廠簡介（繁體中文）
- 第三核能發電廠廠界輻射即時監測圖（繁體中文）